# 來屆利比亞總統選舉
來屆利比亚总统选举是后卡扎菲时代的利比亚第四次全国性选举，选举利比亚总统，本次大选由联合国促成。选举原定于2018年12月10日在利比亚进行，及后改至2019年初进行。2019年，利比亚国民代表大会议长阿基拉·萨拉赫·伊萨宣布可能于2020年举行选举。之後推遲至2021年12月，但到2021年12月又再度推遲。
在高级国家选举委员会主席下令解散全国选举委员会后，选举被无限期推迟。

## 背景
2011年，卡扎菲政权被推翻。经历6年多国家混乱状态，利比亚民众对参加选举投票的热情已大幅下降。参加2012年利比亚国民议会选举投票的利比亚民众达270万，占总人口42％，而参加2014年选举的投票人数仅为150万。2014年8月，利民兵武装“利比亚黎明”攻占首都的黎波里，扶植任期已结束的国民议会复会，组建“救国政府”。利比亚政府和国民代表大会被迫迁往图卜鲁格。2015年12月，经联合国斡旋，利比亚对立双方议会代表签署了《利比亚政治协议》，同意共同组建民族团结政府。但协议未能落实，利比亚仍然动荡、分裂。
2017年12月6日，利比亚最高国家选举委员会6日发布公告说，2018年利比亚大选的全国选民登记注册工作即日开始。利比亚最高国家选举委员会主席伊马德·萨耶赫表示，全国选民登记注册工作为期60天，对于在海外的选民，登记注册时间将于2018年2月1日开始。选举委员会已与联合国利比亚支助特派团签署了一项协议，以保障选举顺利进行。他感谢国际社会对委员会工作的支持。同月13日，利比亚民族团结政府外长穆罕默德·塔希尔·西亚拉表示利比亚总统选举或于2018年中期举行。
2018年5月29日，利比亚民族团结政府（由国际支持的的黎波里当局）总理法耶茲·薩拉傑、利比亚最高国家委员会主席哈立德·迈什里、利比亚国民军司令哈利法·贝加斯姆·哈夫塔尔及国民代表大会（由利比亚国民军宣誓效忠的图卜鲁格当局）议长阿基拉·萨拉赫·伊萨在联合国支持的和解会议后，利比亚国内四方政治势力承诺12月10日举行议会和总统选举并在9月16日前为选举打下宪法基础和制定选举法。

### 2017年
在2017年3月3日锡德拉湾的突然攻势中，伊斯兰主义者主导的班加西防御旅从利比亚国民军支持的众议院夺取了多个石油港口。 2017年3月7日，这些港口被移交给民族团结政府，促使众议院放弃了此前与该政府达成的由联合国斡旋的和平协议，谴责夺取港口是“恐怖袭击”。 众议院随后呼吁利比亚选举委员会做出“一切必要的安排，为2018年2月前的总统和议会选举做准备”。

### 2018年
2018年5月，法国巴黎举行了会谈，民族团结政府领导人和哈夫塔尔领导的利比亚国民军代表商定在2018年9月16日前建立法律框架，于12月举行选举。 7月，法国外交部长让-伊夫·勒德里安访问利比亚，与民族团结政府总理法耶兹·萨拉杰就确保选举继续进行发表讲话，并宣布法国为选举捐款100万美元。 意大利总理朱塞佩·孔特在2018年8月初表示，他怀疑年底会举行选举，尽管法国推动， 意大利驻利比亚大使朱塞佩·佩罗内也赞同这一观点。 意大利驻的黎波里大使馆后来否认佩龙的言论遭到利比亚众议院批评后试图推迟大选。 联合国驻利比亚代表加桑·萨拉梅表示，由于持续的战斗，2018年12月的选举不太可能举行。
2018年11月，利比亚主要政治人物参加了为期两天的巴勒莫会议，试图解决利比亚冲突，但没有取得突破。

### 2019年
2019年1月，赛义夫·伊斯兰·卡扎菲呼吁“尽快”举行选举。
最初定于2019年4月14日至16日举行，但因为利比亚西部战役而推迟的利比亚全国会议的一个主要目标是建议利比亚众议院和高级国务委员会在2019年选举的方法和日期。
根据利比亚国民代表大会第8/2013号决议(GNC)，负责组织选举的实际方面的机构是全国选举高级委员会 (HNEC)。 预计全国选举高级委员会将遵循GNC第17/2013号决议概述的程序。 截至2019年HNEC委员会由艾玛德·阿尔沙德利·赛义德、拉巴·穆罕默德·哈拉布、阿卜杜勒哈基姆·阿尔沙卜·贝勒海尔和阿布巴卡尔·阿里·马尔达组成。
2019年利比亚地方选举在议会和总统选举之前，于2019年3月和4月在20个地方举行， 随着2019年在其他城镇的进一步计划选举。地方选举由市议会选举中央委员会与其密切合作协调。
2019年，利比亚众议院议长、利比亚国民代表大会主席阿基拉·萨拉赫·伊萨宣布2020年可以举行选举。

### 2020年
2020年9月16日，法耶兹·萨拉杰表示，他将在2020年10月底前卸任。这发生在的黎波里、班加西和利比亚其他城市的2020年利比亚抗议活动开始的第一个月后。

### 2021年
2021年9月23日，哈利法·贝加斯姆·哈夫塔尔暂时从利比亚国民军指挥部撤回职位，准备参加选举。根据利比亚法律，官员必须在参加选举前三个月暂停目前的工作。
2021年12月，选举再度推遲。

### 2022年
2022年2月22日，臨時總理阿卜杜勒哈米德·德貝巴宣布在2022年6月舉行選舉的計劃。5月德貝巴提議延後至2022年底舉行選舉。

## 总统候选人
- 法耶茲·薩拉傑（阿拉伯语：فائز السراج；1960年－），是一名利比亞政治人物、曾任利比亚国家元首兼任政府首脑。2015年12月17日簽署《利比亞政治協議》而成立的全國和解政府之總理，曾是的黎波里議會議員[33]。
- 艾哈迈德·奥马尔·马蒂格（Ahmed Omar Maiteeq，1972年－） 利比亚商人和政治家，現任總統委員會副主席。来自米苏拉塔（利比亚东部城市），2014年5月25日至2014年6月9日担任利比亚总理。
- 阿卜杜拉·萨尼（阿拉伯语：عبد الله الثني，1954年－），利比亚政治家，曾在阿里·扎伊丹政府中担任国防部长，在2014年3月11日至5月25日接任阿里·扎伊丹为利比亚总理[34]，5月25日因受恐吓为由辞职[35]。6月9日替代艾哈迈德·马蒂格再次上任总理。
- 努里·阿布·赛赫民[36]，又译努里·阿布·萨赫明、诺里·阿布撒曼因，利比亚政治家，在2013年6月25日至2014年8月5日[37]间任利比亚国民议会主席。他是柏柏尔人，是祖瓦拉一个柏柏尔村落的代表议员。他在利比亚公正与建设党的支持下，于2013年6月25日当选为利比亚国民议会主席，即利比亚的国家元首。[38][39]
- 賽義夫·格達費（1972年6月25日－），為利比亞前領導人穆阿邁爾·格達費的二子，被視為他的接班人。2017年6月，賽義夫獲特赦，翌年3月他正式宣佈參選利比亞總統。[40]

## 参見
- 2012年利比亚国民议会选举